# Melody (2014)
Melody is een Belgische film uit 2014 onder regie van Bernard Bellefroid. De film ging in première op 23 augustus op het Festival du Film Francophone d'Angoulême.

## Verhaal
De dakloze Belgische kapster Melody neemt een grote geldsom aan van een rijke succesvolle Engelse zakenvrouw Emily om draagmoeder te worden. Terwijl haar zwangerschap vordert, schommelt haar relatie met Emily van tijfel, vermoedens, genegenheid tot verbijstering. Melody’s verleden begint haar te achtervolgen en vooral het feit dat ze als kind werd verlaten en nooit haar echte moeder gekend heeft. Ook Emily worstelt met zichzelf. Een eerdere langverwachte zwangerschap werd onderbroken nadat kanker vastgesteld werd. Haar twijfels en angsten worden nog groter wanneer ze opnieuw kanker krijgt.

## Rolverdeling
| Acteur          | Personage        |
| --------------- | ---------------- |
| Rachel Blake    | Emily            |
| Lucie Debay     | Melody           |
| Don Gallagher   | Gary             |
| Laure Roldan    | Marion           |
| Clive Hayward   | Norman           |
| Lana Macanovic  | Doctor Sirenko   |
| Julie Maes      | Coleen           |
| Catherine Salée | Catherine        |
| Larisa Faber    | Vendeuse Layette |

## Prijzen en nominaties
De film ontving 4 nominaties voor de Magritte du cinéma, de belangrijkste filmprijs van (Franstalig) België.
| Jaar                                     | Prijs                                          | Categorie                 | Genomineerde(n) | Uitslag |
| ---------------------------------------- | ---------------------------------------------- | ------------------------- | --------------- | ------- |
| 2014                                     |                                                |                           |                 |         |
| Internationaal filmfestival van Montreal | Best Actress                                   | Rachael Blake Lucie Debay | Gewonnen        |         |
| Internationaal filmfestival van Montreal | Prize of the Ecumenical Jury - Special Mention | Bernard Bellefroid        | Gewonnen        |         |
| Internationaal filmfestival van Montreal | Grand Prix des Amériques                       | Bernard Bellefroid        | Genomineerd     |         |